# Sulejówek (gmina)
Sulejówek (od 1 VII 1952 dzielnica Sulejówek) – dawna gmina wiejska istniejąca w latach 1939–1952 w Warszawskim. Siedzibą gminy był Sulejówek.

## Historia
Gmina Sulejówek powstała 1 kwietnia 1939 w powiecie warszawskim w woj. warszawskim; utworzono ją:
- z 3 gromad wyłączonych z gminy Wawer (Grzybowa, Zielona, Wola Grzybowska i częściowo Poligon),
- oraz z 5 gromad wyłączonych z gminy Okuniew (Szkopówka, Żwir, Żurawka, Sulejówek i Cechówka).

Po wojnie gmina zachowała przynależność administracyjną.
15 maja 1951 do gminy Sulejówek przyłączono:
- gromadę Miłosna Stara ze zniesionej gminy Wawer (której pozostałe tereny włączono do Warszawy)[3]
- lesistą część gromady Zbójna Góra z nowo utworzonej gminy Józefów, która nie weszła w skład Warszawy[4] (została zespojona z gromadą Stara Miłosna[5]).

1 lipca 1952 do gminy Sulejówek przyłączono gromadę Długa Szlachecka z gminy Okuniew; z gminy Sulejówek wyłączono natomiast:
- gromady Groszówka, Miłosna Stara, Szkopówka, Wesoła i Zielona Grzybowska, z których utworzono nową gminę Wesoła[6] (przekształconą de facto w dzielnicę Wesoła[7]);
- mniejszą część gromady Wola Grzybowska, którą włączono do miasta Rembertów[8].

Po zmianach tych, według stanu na 1 lipca 1952, podział administracyjny gminy Sulejówek obejmował 8 gromad: Cechówka, Długa Szlachecka, Grzybowa, Sulejówek, Wola Grzybowska (zmniejszona), Zbójna Góra, Żórawka i Żwir. Tego samego dnia (1 lipca 1952), w następstwie likwidacji powiatu warszawskiego, gminę Sulejówek przeniesiono do nowo utworzonego powiatu miejsko-uzdrowiskowego Otwock, gdzie została przekształcona w jedną z jego ośmiu jednostek składowych – dzielnicę Sulejówek.

## Zmiany terytorialne
| Miejscowość              | 1867-01-13 | 1925-01-01     | 1930-04-01     | 1939-04-01     | 1951-05-15 | 1952-07-01     | 1957-01-01     | 1958-01-01     |
| ------------------------ | ---------- | -------------- | -------------- | -------------- | ---------- | -------------- | -------------- | -------------- |
| Cechówka                 | Okuniew    | Okuniew        | Okuniew        | Sulejówek      | Sulejówek  | Sulejówek (dz) | Sulejówek (dz) | Sulejówek (os) |
| Długa Szlachecka         | Okuniew    | Okuniew        | Okuniew        | Okuniew        | Okuniew    | Sulejówek (dz) | Sulejówek (dz) | Sulejówek (os) |
| Groszówka                | Okuniew    | Okuniew        | Wawer          | Sulejówek      | Sulejówek  | Wesoła (dz)    | Wesoła (dz)    | Wesoła (os)    |
| Grzybowa                 | Okuniew    | Okuniew        | Wawer          | Sulejówek      | Sulejówek  | Sulejówek (dz) | Sulejówek (dz) | Sulejówek (os) |
| Krowa                    | Wawer      | Wawer          | Okuniew        | Sulejówek      | Sulejówek  | Sulejówek (dz) | Sulejówek (dz) | Sulejówek (os) |
| Miłosna (Stara)          | Wawer      | Wawer          | Wawer          | Wawer          | Sulejówek  | Wesoła (dz)    | Wesoła (dz)    | Wesoła (os)    |
| Sulejówek                | Okuniew    | Okuniew        | Okuniew        | Sulejówek      | Sulejówek  | Sulejówek (dz) | Sulejówek (dz) | Sulejówek (os) |
| Szkopówka                | Okuniew    | Okuniew        | Okuniew        | Sulejówek      | Sulejówek  | Wesoła (dz)    | Wesoła (dz)    | Sulejówek (os) |
| Wesoła                   | Okuniew    | Okuniew        | Wawer          | Sulejówek      | Sulejówek  | Wesoła (dz)    | Wesoła (dz)    | Wesoła (os)    |
| Wola Grzybowska          | Wawer      | Wawer          | Wawer          | Sulejówek      | Sulejówek  | Sulejówek (dz) | Sulejówek (dz) | Sulejówek (os) |
| Zbójna Góra, cz. lesista | Zagóźdź    | Falenica Letn. | Falenica Letn. | Falenica Letn. | Sulejówek  | Wesoła (dz)    | Wesoła (dz)    | Wesoła (os)    |
| Zielona (Grzybowska)     | Okuniew    | Okuniew        | Wawer          | Sulejówek      | Sulejówek  | Wesoła (dz)    | Wesoła (dz)    | Wesoła (os)    |
| Żurawka                  | Wawer      | Wawer          | Okuniew        | Sulejówek      | Sulejówek  | Sulejówek (dz) | Sulejówek (dz) | Sulejówek (os) |
| Żwir (Ratajewo)          | Wawer      | Wawer          | Okuniew        | Sulejówek      | Sulejówek  | Sulejówek (dz) | Sulejówek (dz) | Sulejówek (os) |